# الخلافات على ويكيبيديا
الخلافات على ويكيبيديا تنشأ النزاعات على ويكيبيديا بين المحررين المتطوعين، الذين قد يختلفون بشأن محتوى المقالات، أو القضايا الداخلية للموقع، أو سلوك بعض المستخدمين. غالبًا ما تتجلى هذه النزاعات في شكل تعديلات متكررة ومتضاربة على المقالات، تُعرف بـ"حروب التحرير"، حيث يتم التراجع عن التعديلات بالكامل بدلاً من إجراء تغييرات تدريجية. في بعض الأحيان، تتصاعد النزاعات لتصل إلى مراحل متقدمة من إجراءات حل النزاعات وتنفيذها.
يتم تشجيع النقاش حول النزاعات على صفحات النقاش، لكن في بعض الحالات قد يؤدي ذلك إلى فرض حظر التحرير. يُفضل بعض المحررين الابتعاد عن الصراع، خاصة إذا لم يكونوا على دراية بكيفية الدفاع عن تعديلاتهم ضمن نظام ويكيبيديا المعقد.
أحد مصادر النزاع المتكررة هو التحرير الاحتكاري، حيث يمنع المحرر، الذي قد يكون مؤلف المقال، الآخرين من إجراء تعديلات على المحتوى أو الصياغة. وغالبًا ما تنعكس النزاعات الحالية في المقالات المتعلقة بالمواضيع المثيرة للجدل، التي تعبر عن اختلافات المجتمع في الجوانب العرقية، والسياسية، والدينية، والعلمية.
على مر السنين، تطورت آليات حل النزاعات. في ويكيبيديا الإنجليزية، اعتبارًا من عام 2024، أصبحت طلبات التعليق وأدوات النقاش المتخصصة مثل مقالات الحذف أكثر شيوعًا لحل النزاعات حول المحتوى. أما حالات سوء السلوك المزعوم، فتُحال أحيانًا إلى لجان التحكيم لاتخاذ القرارات النهائية.
لطالما كانت النزاعات، وسلوك المحررين، وآليات التعاون في ويكيبيديا موضوعًا للدراسات الأكاديمية، لا سيما في النسخة الإنجليزية. كشفت مراجعة أكاديمية عام 2023 عن وجود 217 دراسة تناولت أهداف المساهمين، وأنماط التفاعل، وآليات التعاون. تضمنت المراجعة 34 دراسة ركزت على أسباب النزاعات وتأثيراتها وآليات حلها، بالإضافة إلى قياس النزاعات أو تحديد المقالات المثيرة للجدل. كما فحصت الدراسات دور التنسيق بين المحررين على صفحات النقاش ودور الحوكمة الخوارزمية باستخدام الروبوتات في فرض سياسات ويكيبيديا. أظهرت المراجعة أن الاهتمام البحثي بلغ ذروته في عام 2012، بينما وصل نشاط التحرير على ويكيبيديا إلى ذروته في عام 2007.

## تحديد النزاعات
باعتباره مشروع كتابة تعاوني مفتوح ، توقعت ويكيبيديا منذ البداية وجود خلافات بين المساهمين. إن النقطة التي تتحول عندها الخلافات إلى نزاعات وصراعات، لم يتم تعريفها بشكل موحد من قبل مجتمعات ويكيبيديا والعلماء الذين يدرسونها.
غالبًا ما تنشأ صراعات حول المحتوى داخل المقالات بين المحررين، مما قد يؤدي إلى حروب التحرير.  حرب التحرير هي تبادل مستمر للتحرير الذي يمثل وجهات نظر متضاربة حول مقال مثير للجدل،  أو كما هو محدد في سياسة الموقع: "عندما يقوم المحررون الذين يختلفون حول محتوى الصفحة بإلغاء تعديلات بعضهم البعض بشكل متكرر. حروب التحرير محظورة على ويكيبيديا  ويتم تشجيع المحررين على السعي إلى التوصل إلى توافق من خلال المناقشة، ومع ذلك قد يتم تطبيق التدخل الإداري إذا كانت المناقشة غير مثمرة في حل النزاع. بشكل عام، تنشأ حروب التحرير بسبب وجود محتوى مثير للجدل إلى حد كبير، مثل الإجهاض أو الصراع الإسرائيلي الفلسطيني، ولكنها قد تحدث أيضًا بسبب مسائل أخرى متنازع عليها، مثل جنسية الفنان فرانسيس بيكون . وفقًا لدراسة أجريت عام 2020، فإن أطول سلسلة حرب تحرير، مع 105 عمليات تراجع من قبل 20 مستخدمًا، كانت شد الحبل في عام 2008 حول سيرة أول رئيس تركي، مصطفى كمال أتاتورك .
كما قام الباحثون بتصميم منصة تحليلية بعنوان Contropedia لمراقبة وقياس الخلافات المطولة حول التحرير، مثل الانحباس الحراري العالمي.
يمكن تعريف حروب التحرير واكتشافها من حيث عمليات الإرجاع والإرجاع المتبادل. في عام 2004، أسس المجتمع قاعدة العودة ثلاث مرات ، والتي تم فحصها في الدراسات اللاحقة. يقال أن القاعدة تخفض النسبة إلى النصف. لتحديد النزاعات التحريرية، حاول الباحثون أيضًا استخدام عدد مراجعات المقالة، أو معدلات الحذف بين المحررين، أو علامة تم وضعها على المقالات المثيرة للجدل . على سبيل المثال، حتى منتصف عام 2020، كانت هناك مناقشات متعمقة في صفحات النقاش حول أكثر من 7425 حالة من علامة النزاع. في عام 2012، قام ياسيري وآخرون بتحديد النزاعات من خلال خوارزمية التعرف على الأنماط واختبارها ضد التقييمات البشرية للمقالة. ومن خلال تجنب المعايير القائمة على اللغة، صرحوا بأن طريقتهم "تجعل من الممكن إجراء المقارنات بين الثقافات والتحقق والتحقق عبر اللغات". وبناءً على ذلك، في فصل عام 2014، قاد ياسري فريقًا مختلفًا لتحديد المقالات الأكثر إثارة للجدل في 10 ويكيبيديا، بما في ذلك العربية والعبرية والمجرية.
وقد استخدمت الأبحاث اللاحقة أساليب أخرى، حتى في غياب أنماط التراجع والحذف. زعمت دراسة أجريت عام 2021 أن الدقة بلغت 80% في تحديد "المناقشات المعرضة للصراع" من خلال سماتها البنيوية، مثل التعليقات المتبادلة بين محررين (نمط ABA)، قبل أي مساهمات من شخص ثالث. تتضمن الميزات الأخرى العبارات واستخدام الضمائر التي تشير إلى مستوى اللباقة أو التعاون. قام دي كوك وفلاشوس بتصنيف النزاعات باستخدام نموذج معالجة اللغة الطبيعية (NLP) الذي تم تحسينه على النماذج القائمة على الميزات.
تتركز العديد من النزاعات حول حذف المحتوى المكتوب، والذي يمكن اعتباره بمثابة نوع من حراسة البوابة. وفي دراسة مقارنة لمثل هذه الشبكات التي تحرس قضايا إنهاء الاستعمار الفرنسي والإسباني، وجد أن المحررين الأكثر نشاطًا يواجهون عددًا أقل من عمليات الحذف ويبدو أنهم يعملون ضمن معسكرات متنافسة.

## تأثير النزاعات
يُنظر إلى النزاعات على نطاق واسع على أنها استنزاف لمجتمع ويكيبيديا، دون إضافة إلى المعرفة المفيدة، وأنها تخلق ثقافة تنافسية وقائمة على الصراع مرتبطة بالأدوار الجنسانية الذكورية التقليدية. ركزت الأبحاث على وقاحة النزاعات، والتي يمكن أن تضر بالهويات الشخصية، و"تنتهك الحدود"، وتقلل من التطوع. يقال إن صراعات المحررين المتجذرة تقلل من جودة مقالات ويكيبيديا وحيادها المزعوم.
في بعض الأحيان، قد يثير النزاع خلف الكواليس اهتمامًا إعلاميًا سلبيًا مثل الجدل حول ويكيبيديا. على سبيل المثال، بعد حظر مستخدم من قبل مؤسسة ويكيميديا في عام 2019، تناولت وسائل الإعلام المناقشة الداخلية واستقالة 21 مسؤولاً من ويكيبيديا الإنجليزية. ومع ذلك، دافعت قيادة ويكيبيديا عن التحرير التنافسي باعتباره مهمًا للتعاون، وزعم العلماء أن الاحتكاك المُدار جيدًا بين المحررين يمكن أن يفيد الموسوعة. وقد تجذب الموضوعات المثيرة للجدل أيضًا المحررين، كما وجدت تجربة معملية أجريت عام 2017 مع أشخاص تعرضوا لويكيبيديا الألمانية.

## سمات النزاعات
على الرغم من أن اللباقة تُعد مبدأً أساسيًا في ويكيبيديا، إلا أن نزاعات المستخدمين غالبًا ما تتسم بسلوك غير لائق. وفقًا لدراسة شملت 120 صفحة نقاش، فإن "المستخدمين في ويكيبيديا لا يميلون إلى إطالة أمد النزاعات". أكثر أشكال الوقاحة شيوعًا هي الازدراء، السخرية، أو الاستعلاء، تليها التعليقات ذات الطابع النقدي اللاذع. في ثلثي الحالات، لم تلقَ التعليقات غير المهذبة أي رد أو اهتمام. عند النظر في الردود على السلوك غير المهذب، كانت الاستجابات منقسمة. أظهرت الدراسة أن 37% من الردود كانت دفاعية، مثل شرح الموقف أو طلب توضيح حول النقد الموجه. أما الردود العدوانية فكانت النسبة الأعلى، حيث بلغت 53.5%. في دراسة أخرى، وُجد أن الهجمات الشخصية تلقى ردودًا فورية في 26% من الحالات.
يستخدم المحررون مجموعة من تكتيكات الرد، بدءًا من الإهانات وصولاً إلى الانحراف عن المسار والحجة المضادة والدحض. "إن الردود ذات الجودة الأعلى "ترتبط بنتائج بناءة أكثر". تتضمن تكتيكات التنسيق طرح الأسئلة، وتقديم المعلومات، وتوفير السياق، وتقديم حل وسط، والاعتراف أو التنازل عن نقص المعرفة. إن صياغة الكلمات بطريقة احترامية تقلل من الصراع، مثل عبارة "بالمناسبة" أو التحوط للإشارة إلى الانفتاح على التسوية.
أثناء نزاعات التحرير، وجد أن مستخدمي ويكيبيديا يتبنون خمسة أدوار محادثة: المهندس (لهيكل المناقشة)، وخبير المحتوى، والمشرف، ومهوس السياسة، وكاتب الكلمات . تميل الأدوار التي تركز على التحرير، مثل أدوار الخبراء وكتاب الكلمات، إلى أن تكون أكثر نجاحًا من الأدوار المفاهيمية والتنظيمية، مثل الأدوار المتعلقة بصناعة السياسات. في الواقع، عندما يطرح المحررون سياسات ويكيبيديا أثناء نزاع عام حول المحتوى، أو ما يسمى بـ "محامي الويكي"، فإنهم يميلون إلى تصعيد الصراع التحريري. ومع ذلك، وجد الباحثون أن الاستشهاد بسياسة ويكيبيديا، مثل Notability ، يساعد في تسوية النزاعات حول حذف المقالات.
قد تمر النزاعات التحريرية بمراحل أو دورة حياة، كما أظهر ديفيد مواتس فيما يتعلق باستخدام المصادر في الأيام الأولى للكتابة عن حادث فوكوشيما النووي.

## نزاعات الحذف
تتم إدارة الخلافات المتعلقة بحذف المقالات والمحتوى الموسوعي، مثل الفئات والقوائم، من خلال آليات المناقشة المنظمة. ومن اللافت أن ويكيبيديا الإنجليزية شهدت منذ عام 2004 أكثر من 400,000 مناقشة لحذف المقالات. ومع ذلك، انخفض معدل طلبات الحذف بعد فرض قيود على إنشاء المقالات الجديدة في عام 2017.
اعتبارًا من عام 2018، انتهت حوالي 64% من المناقشات بحذف المقالة، بينما تم الاحتفاظ بـ24% فقط، وهي نسبة أقل بكثير مقارنة بالسنوات الأولى لويكيبيديا. تُغلق معظم المناقشات بواسطة مسؤولي ويكيبيديا.
في عام 2019، طوّر الباحثان مايفيلد وبلاك نموذجًا يعتمد على تقنيات البرمجة اللغوية العصبية (NLP) للتنبؤ بنتائج التصويت في مناقشات الحذف. وكشفت دراستهما، التي تتفق مع أبحاث سابقة، أن التصويت الأول (أي التعليق الأول في المناقشة) يمكن أن يُحدث "تأثير القطيع"، مما يؤدي إلى زيادة احتمالية التوافق مع التصويت الأول بنسبة تتجاوز 20% عن المعدل الطبيعي.
تختلف نزاعات الحذف بين لغات ويكيبيديا. في ويكيبيديا الإنجليزية، حوالي 20 في المائة من تعليقات حزب البديل لألمانيا تبرر موقفها بسياسة، مقارنة بأقل من 3 في المائة في ويكيبيديا الألمانية والتركية. يلعب مستخدمو ويكيبيديا القدامى دورًا كبيرًا في نزاعات الحذف. على الرغم من أن أكثر من 160 ألف مستخدم تحدثوا في مناقشات حزب البديل لألمانيا، إلا أن أكثر من نصف التعليقات في النقاش جاءت من قبل 1218 مستخدمًا فقط. وقد زادت هيمنة المحررين المخضرمين بمرور الوقت.

## المواضيع المثيرة للجدل
في ويكيبيديا الإنجليزية وعدد من النسخ الأخرى، تتولى لجنة التحكيم معالجة النزاعات المعقدة التي يصعب حلها بطرق تقليدية. تشمل هذه النزاعات خلافات بين المستخدمين الذين يحررون مقالات متعددة تتعلق بموضوع معين. تقوم اللجنة بتصنيف هذا النوع من القضايا على أنه "موضوع مثير للجدل"، ويمكن أن تطبق عقوباتها بشكل واسع ليشمل جميع المقالات المتعلقة بالموضوع. تشكل النزاعات المرتبطة بالمواضيع المثيرة للجدل مجالًا خاصًا للدراسة الأكاديمية. تعتمد بعض الأبحاث على القضايا التي نظرتها لجنة التحكيم، بينما تستند دراسات أخرى إلى متغيرات قابلة للقياس، مثل أنماط التحرير، ومستوى الخلافات، وأثر النقاشات المجتمعية حول تلك المواضيع.
ويبدو أن بعض المواضيع مثيرة للاستقطاب بشكل لا مفر منه، مثل الإجهاض وتغير المناخ، على الرغم من أن مستوى الصراع بين المحررين قد لا يضاهي درجة النقاش العام. بالإضافة إلى ذلك، قد يكون الموضوع مثيرًا للجدل في لغة واحدة على ويكيبيديا وليس في لغة أخرى. حددت دراسة أجريت عام 2014 إسرائيل، وأدولف هتلر، والهولوكوست، والله باعتبارها المقالات الأكثر إثارة للجدل عبر 10 لغات.
لقد وجد أن المحررين يصطفون في معسكرات متنافسة بشأن المقالات والموضوعات المثيرة للجدل. ومن غير الواضح مدى التنسيق بين هؤلاء المحررين خارج منصة ويكيبيديا، على عكس سياسة ويكيبيديا. يمكن اكتشاف التنسيق الواضح بين المحررين من خلال تحليل الخطاب، مثل دراسة أجريت عام 2020 على 1206 مقالة مثيرة للجدل والتي وجدت أن "مقالات ويكيبيديا المثيرة للجدل تبدو وكأنها تقسم الآخرين بوضوح إلى أصدقاء (أولئك الذين لديهم نفس الرأي حول موضوع معين) وأعداء". في الوقت نفسه، يمكن لمستخدمي ويكيبيديا تعزيز سمعتهم من خلال التحرير الناجح، مما قد يؤثر على المحررين الآخرين في اتباع نهج مماثل في التعامل مع موضوع مثير للجدل. يميل المحررون الأكثر سمعة إلى كتابة محتوى يدوم طويلاً وهم أقل انخراطًا في النزاعات.
وفي تحليل لملفات 5414 محرر، تم تمييز نوعين من المعسكرات المتنافسة: أولئك الذين كانت وجهات نظرهم تميل إلى الخضوع، وأولئك الذين كانوا يميلون إلى الحفاظ عليها. كان أولئك الذين تمكنوا من "الفوز" في حرب التحرير أكثر ميلاً إلى حظر المحررين المعارضين، وإلغاء التعديلات، وإزالة روابط الويكي المنافسة، والاستشهاد بسياسات ويكيبيديا، وإظهار عدم الاحترام، والنشاط في إجراءات لجنة التحكيم، وخاصة ممارسة السيطرة على المراجع المذكورة. أعرب الباحثون عن دهشتهم من أن سياسات ويكيبيديا، المصممة لضمان وجهات نظر متوازنة، تم استغلالها بدلاً من ذلك لصالح وجهة نظر واحدة في المقالات المثيرة للجدل.
عند النظر إلى موضوعين مثيرين للجدل في ويكيبيديا الفرنسية، كفن تورينو وسيجموند فرويد ، لاحظ الباحثون تحولاً في التركيز من آراء المحررين المتضاربة إلى خلافاتهم حول المصادر الموسوعية (على سبيل المثال، هل هي علمية) وزملائهم المحررين (على سبيل المثال، هل قرأوا المصادر). كان المحررون يتجادلون بطرق عدائية، وليس تعاونية، بسبب أهداف شخصية غير موسوعية، مثل الالتزامات الدينية، خارج نطاق ويكيبيديا. مع فرويد، يمكن تفسير الانقسام بين المحررين من حيث نظرياتهم المعرفية المتنافسة. ومع ذلك، كانت مقالة كفن تورينو عرضة للخطأ الفادح المتمثل في "الجانبين"، وفقًا لمؤلفي دراسة الحالة، لأن إصرار ويكيبيديا المتدينين قد يهدف ببساطة إلى تمكين المؤمنين الآخرين من الاستمرار في القيام بذلك، من خلال توضيح خطوط الدفاع الحججية المحتملة، والتي تبدو بالفعل بلا نهاية.
وفي دراسة حالة لموضوعين من موضوعات ما بعد الاستعمار، الجزائر ضد فرنسا، وكولومبيا الكبرى ضد إسبانيا، وجد الباحثون أن المحررين الأكثر نشاطًا، والذين يُفترض أنهم يتمتعون بسمعة طيبة، عانوا من أقل عدد من عمليات حذف كتاباتهم. علاوة على ذلك، تشير الأدلة إلى أن عدد عمليات الحذف التي قام بها أولئك الذين يستخدمون صفحات النقاش كانت أقل، كما هو موصى به في سياسة ويكيبيديا. كانت المجموعتان اللتان تضمان أكبر عدد من مستخدمي ويكيبيدي فرنسا وكولومبيا الكبرى أكثر ميلاً إلى حذف المساهمات من قبل معارضيهما المفترضين من الجزائر وإسبانيا على التوالي.

## حل النزاعات
بعد تأسيس ويكيبيديا بوقت قصير، تم تطوير آليات لحل النزاعات المتعلقة بالمحتوى والسلوك. ورغم صعوبة تحديد النزاعات التحريرية بدقة، اختلف الباحثون حول توقيت تسويتها. قام الياسري وزملاؤه بتصنيف المقالات إلى ثلاث فئات من النزاعات: الإجماع، "سلسلة من الإجماعات المؤقتة"، و"الحروب التي لا تنتهي".
فيما يخص خلافات المحتوى، يعتمد المحررون ذوو الخبرة على سياسات أساسية لتقليل النزاعات، مثل "وجهة نظر محايدة (NPOV)" و"الإجماع" و"عدم وجود بحث أصلي". يمكن تسوية النزاعات التحريرية من خلال النقاش والتسوية واستعراض المناقشات السابقة.
من بين الآليات المستخدمة لحل النزاعات، يُعد طلب رأي طرف ثالث خيارًا بسيطًا وغير رسمي. يتيح هذا الإجراء إشراك محررين محايدين للمساعدة في تسوية النزاعات المباشرة.
أما لوحة إعلانات حل النزاعات (DRN)، فتتيح وسيلة لحل الخلافات دون تقديم حكم ملزم. ومع ذلك، تُعد فعاليتها محدودة بسبب رفض العديد من الحالات التي لم تستوفِ الإجراءات المطلوبة. على سبيل المثال، من بين 2520 حالة عُرضت حتى منتصف عام 2020، تم حل 237 منها بنجاح، بينما فشلت 149 حالة، وأُغلقت 2134 حالة (85%) دون نتيجة.
طلبات التعليق (RfC) تُعد أداة أخرى لحل النزاعات، حيث تُتيح مناقشة نزاعات المحتوى بمشاركة محررين غير مشاركين. يتم توزيع هذه الطلبات تلقائيًا على المحررين من خلال روبوت، وتتميز بمهلة نهائية مدتها 30 يومًا، مما يضفي وضوحًا على النقاش. بين عامي 2013 و2020، تلقت ويكيبيديا الإنجليزية أكثر من 7300 طلب تعليق. غالبًا ما تنتهي هذه المناقشات بإجماع، إلا أن بعضها يصبح "قديمًا" بسبب قلة اهتمام المحررين المخضرمين أو تعقيد النقاشات.
في الماضي، كان بإمكان المحررين في نزاعات المحتوى غير المحسومة التقدم بطلب وساطة رسمية من قبل لجنة الوساطة، والتي تم إيقافها بسبب عدم النشاط في عام 2018. كما تم توفير حل النزاعات من خلال مجموعات غير رسمية مثل "مجموعة الوساطة". توصلت دراسة أجريت عام 2010، استشهد بها رين وآخرون، إلى أن "الوسطاء يمكنهم تغيير مناقشة النص بين المحررين المتعارضين (على سبيل المثال، عن طريق شطب بعض العبارات)، وتوضيح الغموض، والتمييز بين الحجج الشخصية والموضوعية، وإظهار للمحررين كيف يمكن جعل تبادلاتهم أكثر بناءً. يمكنهم أيضًا المساعدة في إدارة الانقطاعات الزمنية (على سبيل المثال، عندما يكون أحد الطرفين غير متاح، قد ينسب الطرف الآخر خطأً)، والحد من فروق القوة بين المحررين".
بالنسبة لقضايا سلوك المستخدم، أنشأ جيمي ويلز في عام 2003 لجنة التحكيم، وهي سلطة شاملة لحل نزاعات السلوك بشكل ملزم. يتم تنظيم القضايا أمام لجنة التحكيم بطريقة رسمية، على الرغم من أنها تميل إلى أن تكون مرنة وغير رسمية حيث تعمل على اتخاذ القرارات. تم تقديم أكثر من 500 شكوى إلى لجنة التحكيم بين عامي 2004 و2020. تقوم لجنة التحكيم بفحص أدلة سوء السلوك، لكن قراراتها تعرضت لانتقادات بسبب تفضيلها للأطراف الأكثر فعالية اجتماعيًا.

## تاريخ النزاعات على ويكيبيديا
كان أحد أول النزاعات واسعة النطاق حول ويكيبيديا هو الخلاف الداخلي حول الإعلان، والذي بدأ مع لاري سانجر ومعارضة المحررين الإسبان، مما أدى إلى تقسيم ويكيبيديا الإسبانية في عام 2002. أدى النزاع التحريري إلى نشوء القاعدة التي تمنع تكرار نفس المحرر ثلاث مرات. في عامي 2005 و2006، ناقش مستخدمو ويكيبيديا ما إذا كان ينبغي عرض صور مثيرة للجدل من الرسوم الكاريكاتورية التي نشرتها صحيفة يولاندس بوستن عن النبي محمد. فيما يتعلق بالمسائل الداخلية، تضمنت النزاعات المبكرة الجدل حول مربع المستخدم لعام 2006، والذي تم حله جزئيًا من خلال وضع قوالب في صفحات المستخدم الشخصية  وجزئيًا من خلال إجراءات الإدارة التي اتخذها جيمي ويلز.
وفي الوقت نفسه، أنشأت ويكيبيديا في عقدها الأول آليات لحل النزاعات، بما في ذلك لجنة التحكيم، وسياسات محسنة لحكم النزاعات والحد منها. في عقدها الثاني، قامت مؤسسة ويكيميديا بتمويل وتتبع الأبحاث المتعلقة بالنزاعات. تم حل بعض جهود حل النزاعات في ويكيبيديا. تم تصميم مدونة قواعد السلوك العالمية لجميع منظمات ويكيبيديا للحد من التصرفات الأكثر فظاعة، والتي قد ينشأ بعضها عن نزاعات التحرير.